# Szentistvánpuszta
Szentistvánpuszta (más néven Zöldpuszta, horvátul: Zeleno Polje) falu Horvátországban, Eszék-Baranya megyében. Közigazgatásilag Baranyaszentistvánhoz tartozik.

## Fekvése
Eszéktől légvonalban 27, közúton 38 km-re északnyugatra, községközpontjától 2 km-re északnyugatra, Baranyában, a Drávaszög nyugati részén, a magyar határ mellett fekszik.

## Története
Mezőgazdasági majorként keletkezett a 20. század első felében Baranyaszentistván határában, a bellyei uradalom területén. 1948 óta számít önálló településnek, akkor 358-an lakták.
1991-ben lakosságának 60%-a horvát, 25%-a szerb, 7%-a jugoszláv, 6%-a szlovén nemzetiségű volt. 2011-ben 43 lakosa volt.

## Népessége
| Lakosság változása | Lakosság változása | Lakosság változása | Lakosság változása | Lakosság változása | Lakosság változása | Lakosság változása | Lakosság változása | Lakosság változása | Lakosság változása | Lakosság változása | Lakosság változása | Lakosság változása | Lakosság változása | Lakosság változása | Lakosság változása |
| ------------------ | ------------------ | ------------------ | ------------------ | ------------------ | ------------------ | ------------------ | ------------------ | ------------------ | ------------------ | ------------------ | ------------------ | ------------------ | ------------------ | ------------------ | ------------------ |
| 1857               | 1869               | 1880               | 1890               | 1900               | 1910               | 1921               | 1931               | 1948               | 1953               | 1961               | 1971               | 1981               | 1991               | 2001               | 2011               |
| 0                  | 0                  | 0                  | 0                  | 0                  | 0                  | 0                  | 0                  | 358                | 278                | 252                | 277                | 178                | 122                | 80                 | 43                 |

(1948-tól településrészként, 1991-től önálló településként.)

## Gazdaság
A településen hagyományosan a mezőgazdaság és az állattartás képezi a megélhetés alapját.

## Oktatás
A településen ma a pélmonostor-cukorgyári általános iskola négyosztályos területi iskolája működik.

## Sport
NK Graničar labdarúgóklub